# Begonia hayamiana
Begonia hayamiana là một loài thực vật có hoa trong họ Thu hải đường. Loài này được Nob.Tanaka mô tả khoa học đầu tiên năm 2007.